# Pavlačový dům na Kalinčiakově ulici v Bratislavě
Pavlačový dům na Kalinčiakově ulici 2 a 4 v Bratislavě je dílem architekta Klementa Šilingera a byl postaven v roce 1931.
Před realizací bytového komplexu na Walterskirchenových pozemcích v Bratislavě, známějších dříve jako Avion, bylo přestěhováno původní chudé obyvatelstvo z chatrčí na těchto pozemcích do pavlačového domu navrženého Klementem Šilingerom. Tento dům jim sloužil jako náhradní ubytování. Sestával z malých, jedno a dvoupokojových bytů. Do bytů se vstupovalo z pavlače přístupné ze dvou schodišťových věží. Tyto věže spolu s pavlačemi tvořily dynamickou fasádu uličního průčelí. Naopak dvorních fasáda byla stroze jednoduchá až racionální. Původní barevnost objektu byla bílo-červená, přičemž do popředí vystupovaly bílé subtilní pavlače na červeném pozadí domu. Jeho hmotu a ráz v podstatě určuje jeho základní funkce.
Realizace tohoto pavlačového domu s náhradními byty je jediná z Šilingerovy funkcionalistické tvorby bytových domů.

## Galerie

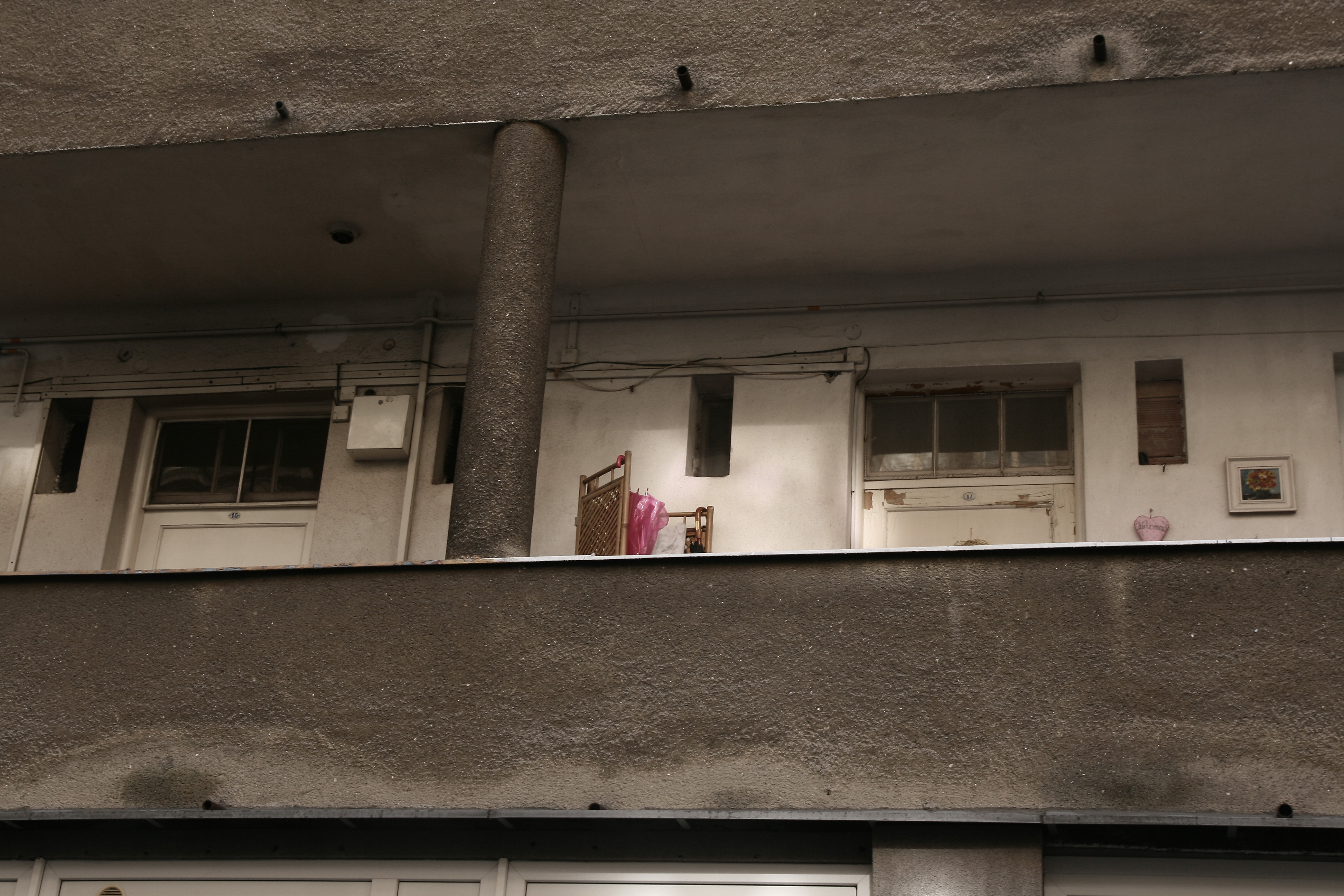
Pavlačový dům, detail
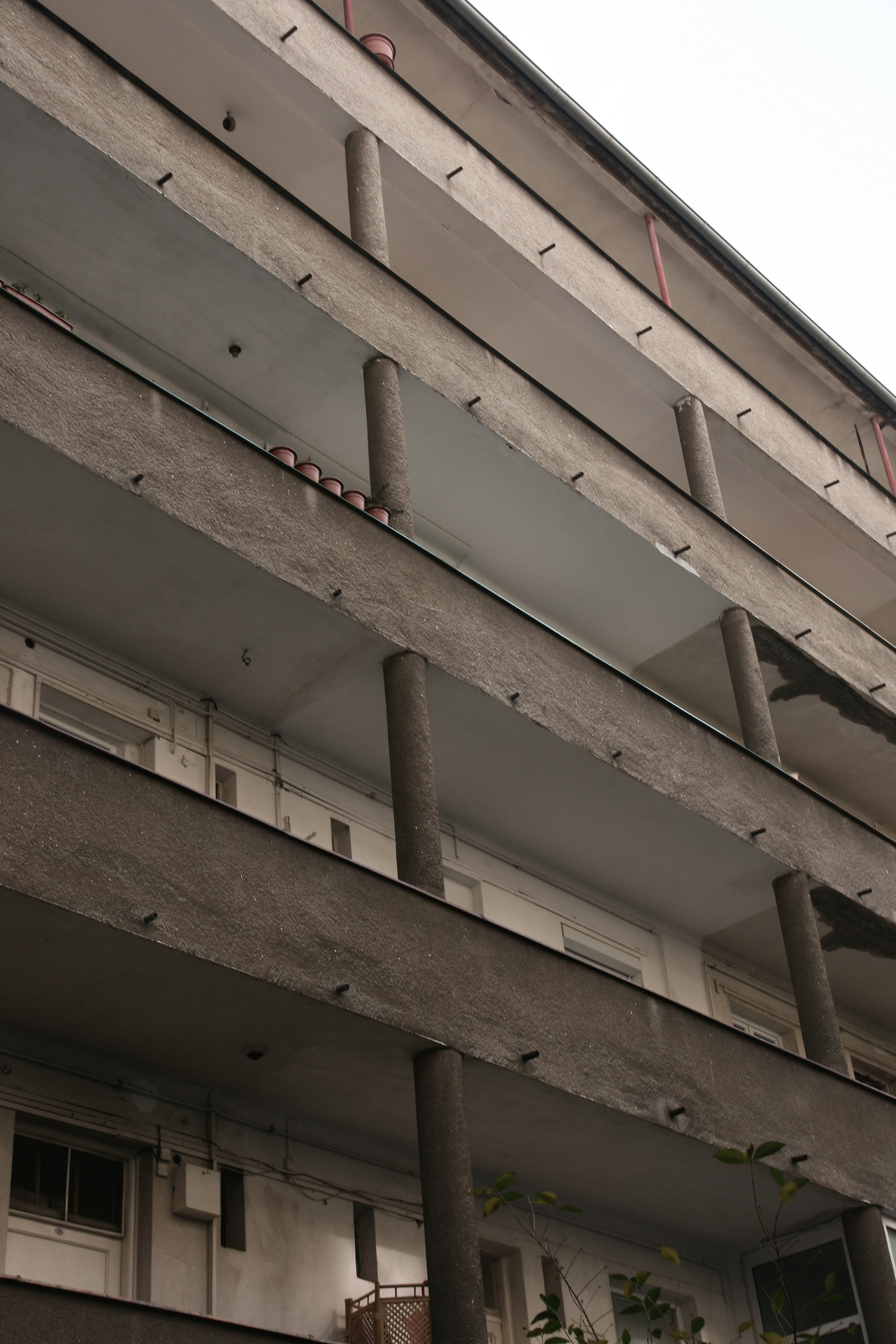
Pavlačový dům, detail
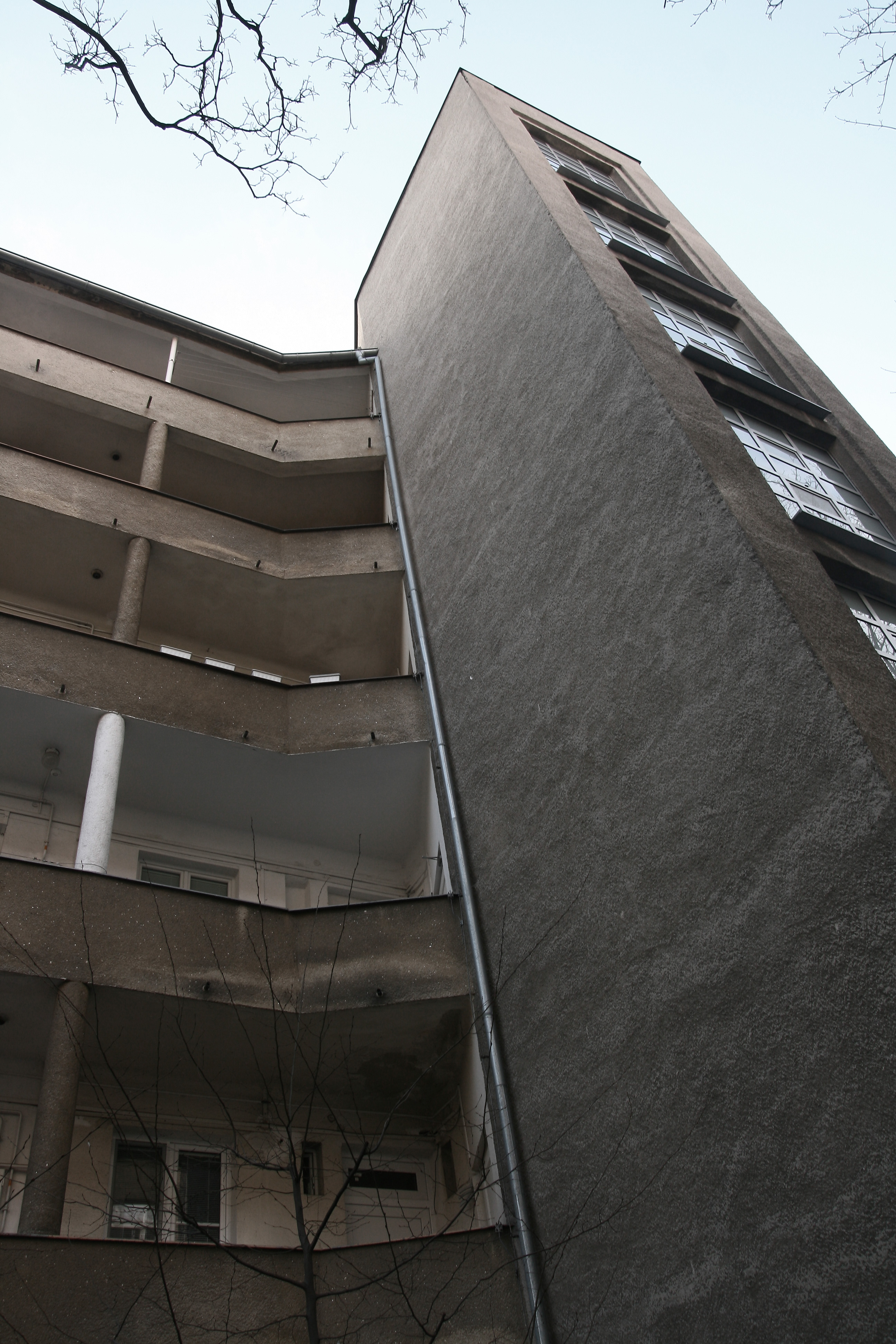
Pavlačový dům, detail